# Gare de Mont-de-Terre
Gare de Mont-de-Terre – stacja kolejowa w Lille, w departamencie Nord, w regionie Hauts-de-France, we Francji. Jest zarządzana przez SNCF (budynek dworca) i przez RFF (infrastruktura).
Stacja jest obsługiwana przez pociągi TER Nord-Pas-de-Calais.

## Położenie
Stacja znajduje się na linii Fives – Hirson, w km 2,652, pomiędzy stacjami Lille-Flandres i Lesquin, na wysokości 30 m n.p.m.

## Linie kolejowe
- Fives – Hirson